# Schefflera microcephala
Schefflera microcephala är en araliaväxtart som beskrevs av Hermann August Theodor Harms. Schefflera microcephala ingår i släktet Schefflera och familjen araliaväxter.
Artens utbredningsområde är Peru. Inga underarter finns listade.